# ۸-اوکسو-۲-دئوکسی گوآنوزین
۸-اُکسو-۲-دئوکسی گوآنوزین (به انگلیسی: 8-Oxo-2'-deoxyguanosine) با فرمول شیمیایی C۱۰H۱۳N۵O۵ یک ترکیب شیمیایی با شناسه پاب‌کم ۷۳۳۱۸ است؛ که جرم مولی آن 283.24 g/mol می‌باشد. این ترکیب از محصولات اکسیداسیون دی‌ان‌ای است.